# Raszków (gmina)
Raszków est une gmina mixte du powiat de Ostrów Wielkopolski, Grande-Pologne, dans le centre-ouest de la Pologne. Son siège est la ville de Raszków, qui se situe environ 8 km au nord d'Ostrów Wielkopolski et 95 km au sud-est de la capitale régionale Poznań.
La gmina couvre une superficie de 134,46 km2 pour une population de 11 275 habitants.

## Géographie
| - Plan de la gmina. |

Outre la ville de Raszków, la gmina inclut les villages de Bieganin, Bugaj, Drogosław, Głogowa, Grudzielec, Grudzielec Nowy, Janków Zaleśny, Jaskółki, Jelitów, Józefów, Koryta, Korytnica, Ligota, Moszczanka, Niemojewiec, Pogrzybów, Przybysławice, Rąbczyn, Radłów, Skrzebowa, Sulisław, Szczurawice et Walentynów.
La gmina borde la ville d'Ostrów Wielkopolski et les gminy de Dobrzyca, Krotoszyn, Ostrów Wielkopolski et Pleszew.